# Duc d'Indonèsia
El duc d'Indonèsia (Ketupa sumatrana; syn: Bubo sumatranus), és una espècie d'ocell de la família dels estrígids (Strigidae). Habita la selva humida de la Península Malaia, Sumatra, Borneo, Java i Bali. El seu estat de conservació es considera gairebé amenaçat.

## Taxonomia
Anteriorment es considerava el duc d'Indonèsia com a pertanyent al gènere Bubo. Però el Congrés Ornitològic Internacional, en la seva llista mundial d'ocells (versió 13.1, 2023) decidí traslladar al gènere Ketupa 9 espècies que estaven classificades dins de Bubo, entre les quals el duc d'Indonèsia. Tanmateix, altres obres taxonòmiques, com el Handook of the Birds of the World i la quarta versió de la BirdLife International Checklist of the birds of the world (Desembre 2019), el consideren encara dins de Bubo.